# Маргарита Доровска
Маргарита Доровска e българска културоложка и куратор.

## Биография

### Образование
Родена е в Плевен през 1983 г. Завършва Културология в Софийския университет „Св. Климент Охридски“ през 2009 г. и Кралския колеж на изкуствата в Лондон през 2011 г. със специалност Куриране на съвременно изкуство.

### Професионално развитие
Организатор и куратор
Като независим куратор тя е реализирала индивидуални и групови изложби и проекти в България  и чужбина.
Създава и промотира селекция на видео изкуство от Централна и Източна Европа, посветено на Прехода.
Културни политики
Маргарита Доровска започва дейността си в Сдружение Интерспейс през 2005 година, като организира в Русе международната среща „Култура за структурно развитие“ като част от Берлинската конференция „Душа за Европа"..
Като съпредседател на Фамилия НПО „Изкуство и култура“ Маргарита Доровска стартира различни инициативи, като Пространство за изкуство и др.
През 2016 г. след конкурс бива назначена за директор на Дома на хумора и сатирата в Габрово.
През 2023 г. създава и оглавява Център за съвременно изкуство „Кристо и Жан Клод“ в сградата на затворения през 2009 г. техникум по текстил в Габрово – четириетажна сграда на ул. „Брянска“ 72, и остава на длъжност куратор в Дома на хумора и сатирата. За позицията директор на Дома на хумора и сатирата е обявен конкурс през юни 2024 г.